# Ульяновка (Красноградский район)
Ульяновка (укр. Улянівка) — село, Наталинский сельский совет, Красноградский район, Харьковская область, Украина.
Код КОАТУУ — 6323383005. Население по переписи 2001 года составляет 310 (144/166 м/ж) человек.

## Географическое положение
Село Ульяновка находится на левом берегу реки Берестовая, выше по течению примыкает к селу Поповка, ниже по течению на расстоянии в 1 км расположено село Наталино, на противоположном берегу расположен город Красноград. Рядом с селом проходит железная дорога, станция Мир. Через село проходят автомобильные дороги М-18 и Т-2119.

## История
- 1926 — дата основания.

## Экономика
- Свино-товарная ферма с отстойниками.